# Mario Voigt
Mario Voigt (Jena, 8 de febrero de 1977) es un político alemán de la Unión Demócrata Cristiana (CDU) que ha estado sirviendo como líder de la CDU en el Parlamento Estatal de Turingia desde 2020. Ha sido miembro del Parlamento Estatal desde 2009. Anteriormente se desempeñó como colíder adjunto de la CDU de Turingia de 2014 a 2020, y como secretario general del partido de 2010 a 2014.

## Biografía

### Formación y carrera académica
Voigt completó sus estudios secundarios en 1995 en el Ernst-Abbe-Gymnasium de Jena. Posteriormente, realizó su servicio comunitario en el Hospital Universitario Friedrich Schiller. Entre 1997 y 2003, estudió Ciencias Políticas, Derecho Público e Historia Moderna en las universidades de Jena y Bonn, así como en la Universidad de Virginia, Estados Unidos. En 2008, obtuvo su doctorado en Ciencias Políticas por la Universidad Técnica de Chemnitz, con una beca de la Fundación Konrad Adenauer.

### Trayectoria profesional
Antes de su carrera política, Voigt trabajó en la representación política de Siemens en Bruselas, en el departamento de planificación política de la CDU en Berlín y en la oficina de la Fundación Konrad Adenauer en Washington. También fue jefe de comunicaciones corporativas e inversores en Analytik Jena AG. En 2005, participó como consultor estratégico en la campaña electoral federal de Angela Merkel. Desde 2017, es profesor de Transformación Digital y Política en la Quadriga Hochschule Berlin.

### Política
Voigt se unió a la CDU y a las Juventudes Demócratas Cristianas en 1994. Fue presidente de la Junge Union en Turingia entre 2005 y 2010. En 2009, fue elegido miembro del Landtag de Turingia por el distrito de Saale-Holzland-Kreis II. Desde entonces, ha sido reelegido en 2014 y 2019 hasta que en las elecciones de 2024 perdió su mandato. Entre 2010 y 2014, fue secretario general de la CDU en Turingia, y de 2014 a 2020, vicepresidente del partido a nivel estatal. En marzo de 2020, asumió el liderazgo del grupo parlamentario de la CDU en el Landtag.
El 12 de diciembre de 2024, Voigt fue elegido Ministro-Presidente de Turingia con 51 votos, superando la mayoría absoluta requerida. Este resultado fue posible gracias al apoyo de diputados de La Izquierda, a pesar de que su coalición (CDU, BSW y SPD) no contaba con mayoría propia.

## Vida personal
Mario Voigt está casado y tiene hijos. Además de su actividad política, mantiene su labor académica como profesor universitario.